# Carlos Ballesta
Carlos Alberto Ballesta Edreira (San Pedro de Nós, Oleiros, La Coruña, España, 14 de enero de 1955) es un exfutbolista y entrenador español que se desempeñaba como defensa.

## Clubes
| Club                         | País   | Año       |
| ---------------------------- | ------ | --------- |
| R. C. Deportivo de La Coruña | España | 1975-1985 |